# Бардарбунга
Бардарбунга (на исландски: b'aurðarbuŋka) е вулкан в Централна Исландия, регион Нордюрланд-Ейстра.
Включва и близки обекти: стратовулкани, вулканични разломи, вулканични хребет, вулканични кратери. Височината на вулкана е 2009 метра, което го нарежда на 2-ро място по височина сред върховете в страната.
Намира се на североизток от вулкана Гримсвотън на северозападния край на ледника Вахтнайокутъл. Той е стратовулкан от подледен тип, с калдера, чиято дълбочина е около 700 м. Вулканичните разломи от Бардарбунга са свързани с вулканите Аскя и Торфайокутъл.
Вулканът изригва периодично през съвременния период. Най-големият лавов поток (изхвърлен от няколко вулканични процепа на вулкана) е достигал 21 км³ по площ.
Последното крупно изригване е било през 1477 г., като е било съпроводено със силно изхвърляне на тефра. По скалата на вулканичните изригвания е бил от 6-о ниво. Незначителни изригвания е имало и в следващите години чак до 1910 г.
Понастоящем от време на време в района се наблюдават незначителни подземни трусове, последно – на 26 септември 2010 г. През август 2014 г. са регистрирани над 1600 земетръса в рамките на 48 часа, като най-силният е с магнитуд около 4,5.